# ADI.G
株式会社ADI.G（エイ・ディ・アイ・ドット・ジー、ADI.G Corporation）は、石川県金沢市と神奈川県横浜市に二つの本社を置く、医療用器械・機材・材料・クラウドサービス等の開発・販売を行っていた日本の企業である。
2025年5月期において不適切な会計処理が発覚したため、2024年12月16日に東京地方裁判所に民事再生法適用を申請。2025年7月1日付で事業が民事再生スポンサーとなったGENOVAが設立した株式会社ASANOへ譲渡された。

## 沿革
- 1957年（昭和32年）2月11日 - 初代社長・浅野弘明が、石川県羽咋市に浅野歯科商店を創業[2]。
- 1961年（昭和36年）- 石川県金沢市に移転[2]。
- 1967年（昭和42年）
  - 石川県金沢市に社屋を新築[2]。
  - 全国初のプライベートデンタルショーを開催[2]。
- 1972年（昭和47年）‐ 現在地の金沢市浅野本町に社屋を新築移転[2]。
- 1974年（昭和49年）- 法人に組織変更[2]。
- 1979年（昭和54年）- 社名を株式会社浅野歯科産業に改める[2]。
- 1982年（昭和57年）- 歯科用コンピュータシステムの開発開始[2]。
- 1985年（昭和60年）- 歯科用コンピュータシステムの販売開始[2]。
- 1988年（昭和63年）- 歯科業界初の同時処理システムを発表[2]。
- 1991年（平成3年）- 歯科業界初のテレサポートシステムを発表[2]。
- 1999年（平成11年）- 第2代社長に浅野弘治が就任。
- 2015年（平成27年）
  - 1月15日 - 株式会社ADI.Gに社名変更[2]。
  - BioGaia社「トータルヘルスプログラム」[3]、「ガストラス」、「プロバイオティクスストロー」、「プロテクティスリキッド」販売開始[4]。
- 2016年（平成28年）‐ LINEを利用したサービス「コミュニケーションクラウド」サービス開始[5]。
- 2017年（平成29年）
  - freee株式会社と業務提携。ADI.Gクラウドサービスとクラウド会計freeeのデータ連携[6]。
  - 医学博士 白澤卓二著「100歳まで病気にならないメディカルロイテリ菌」発行[7]。
  - 「医療機関専用ロイテリ菌シリーズ」の販売開始[8]。
- 2018年（平成30年）
  - 初の医療機関向け製品として「MISOKA PRO」をADI.Gブランドにて販売開始[9]。
  - DR.C医薬株式会社と業務提携。「花粉を水に変えるマスク」の販売開始[9]。
  - データ連携や予約管理などを包括的に実現するクラウドサービス「クリニッククラウド」サービス開始。また、キャッシュレス決済「LINEPay」を導入[9]。
  - 第8回ワールドデンタルショー2018へ「ENGAGEMENT」をテーマに出展[10]。
- 2019年（平成31年・令和元年）
  - ロイテリ菌を用いた犬用の口腔ケアサプリメント「チェスくんのはみがき」販売開始[11]
  - 株式会社Yextとパートナー契約、次世代SEO・MEO対策ツール「Genius Search」サービス開始[12]
  - ロイテリ菌プロデンティス10錠入り「ロイテリプロ10days」販売開始[13]
  - 東京デンタルショー2019へ「Gift」をテーマに出展[14]
  - ロイテリ菌プロデンティス、プロテクティス、プロテクティスD3　2錠入り「ロイテリプロ2days」販売開始
  - 歯みがき剤を使わず水だけでみがける小児用歯ブラシ「MISOKA PRO Kids」販売開始[15]
- 2020年（令和2年）
  - 第48回横浜デンタルショーへ「GIFT」をテーマに出展[16]
  - 歯みがき剤を使わず水だけでみがける音波歯ブラシ「MISOKA SONIC」販売開始[17]
  - 小型AI通訳機「POCKETALK S」を、歯科医院向け代理店として販売開始[18]
  - 歯科医院経営者向け定期ウェブセミナーを開始[19]
  - 繰り返し洗って使える「ハイドロ銀チタン（R）ソフトガーゼマスク」を歯科医院向けに販売開始[20]
  - あおぞら少額短期保険株式会社の代理店として「クリニック向け法律相談保険」を販売開始
  - 歯科専門相談保険サービス「THE KEEPER」販売開始[21]
  - 「ユーグレナのちから」「PP-780」販売開始[22]
  - 女性向けロイテリ菌「プロデンティスMUM」販売開始[23]
  - 歯科医院の従業員向け「PCR検査」開始[24]
- 2021年（令和3年）
  - 「パラミロンのちから」販売開始[25]
  - 「+4 ハイドロ銀チタン（R）マスク30枚大容量パック」販売開始[26]
  - 空気清浄機「7Guards Pro」販売開始[27]
  - スプレー式マウスウォッシュ「A2Careマウスウォッシュスプレー」販売開始[28]
- 2022年（令和4年）
  - 日本デンタルショー2021に出展
  - くつ裏除菌マット「Killer Stamp」販売開始[29]
  - 個包装マウスウォッシュ「A2Care MOUTHWASH ポーションタイプ20個入り」販売開始[30]
  - 一般社団法人日本MA-T工業会に参画[31]
- 2023年（令和5年）
  - 歯科医院の予約を完全自動化する「クリニッククラウドGR」販売開始[32]
  - 日本海側最大級のデンタルショー「エンゲージメントEXPO 2023」開催[33]
- 2024年（令和6年）
  - 粉飾決算による不適切な会計処理を行ってきたことが発覚。[34]
  - 2月16日に東京地方裁判所に民事再生法適用を申請。同日付で弁済禁止の保全処分命令および監督命令を受けた。負債総額は65億2354万円[35][36][37]。
- 2025年（令和7年）
  - 歯科予約システム「クリニッククラウドGR」に生成AIなどを搭載しリニューアル[38]
  - 4月11日に民事再生スポンサーにGENOVAを選定。事業は7月1日付でGENOVAが設立した株式会社ASANOへ譲渡[39][40][41][42]。ADI.Gは民事再生手続を継続する。